# Choi Jin-hyuk
Choi Jin-hyuk (hangeul: 최진혁), nato Kim Tae-ho (hangeul: 김태호; Mokpo, 9 febbraio 1986) è un attore sudcoreano.

## Carriera
Kim Tae-ho lanciò la sua carriera di attore dopo aver vinto il primo premio durante il talent show Survival Star Audition nel 2006. Nel 2010, con lo pseudonimo di Choi Jin-hyuk, che avrebbe utilizzato da quel momento in poi, interpretò il protagonista maschile nel drama Gwaenchanh-a, appa ttal (It's Okay, Daddy's Girl). Apparve anche in Romance pil-yohae (I Need Romance, 2011) e Panda-yang-gwa goseumdochi (Ms Panda and Mr Hedgehog, 2012). La sua popolarità crebbe nel 2013 dopo aver recitato nel drama Guga-ui seo (Gu Family Book) nel ruolo del padre del protagonista: la sua interpretazione nella serie fu ben accolta, tanto che il suo nome fu il più cercato sui motori di ricerca e il suo singolo per la colonna sonora debuttò alla sesta posizione nella classifiche musicali. Choi entrò nei cast di due altri prodotti, la serie Sangsokjadeul (The Heirs) e il film d'azione Sin-ui han su (The Divine Move); apparve anche nel video musicale di "Sad Song" di Tae One.
Nel 2014, recitò nella serie medica Eunggeumnamnyeo (Emergency Couple) come protagonista, e in Unmyeongcheoreom neol saranghae (Fated to Love You) in un ruolo secondario. Poco dopo, ottenne la parte del personaggio principale in Oman-gwa pyeon-gyeon (Pride and Prejudice).

## Filmografia

### Televisione
- Ildanttwi-yo (일단뛰어) – serie TV (2006-2007)
- Areumda-un sijeol (아름다운 시절) – serie TV (2007-2008)
- Jeonseol-ui gohyang (전설의 고향) – serie TV, 2 episodi (2008-2009)
- Nae sarang geumji-ok-yeob (내 사랑 금지옥엽) – serie TV (2008-2009)
- Pasta (파스타) – serie TV (2010)
- Gwaenchanh-a, appa ttal (괜찮아, 아빠 딸) – serie TV (2010-2011)
- Romance pil-yohae (로맨스가 필요해) – serie TV (2011)
- Nae ttal Kkot-nim-i (내 딸 꽃님이) – serie TV (2011-2012)
- Panda-yang-gwa goseumdochi (판다양과 고슴도치) – serie TV (2012)
- Guga-ui seo (구가의 서) – serie TV (2013)
- Sangsokjadeul (상속자들) – serie TV (2013)
- Eunggeumnamnyeo (응급남녀) – serie TV (2014)
- Kkothalbae susadae (Flower Grandpa Investigation Unit) (꽃할배 수사대) – serie TV (2014)
- Unmyeongcheoreom neol saranghae (운명처럼 널 사랑해) – serie TV (2014)
- Oman-gwa pyeon-gyeon (Pride and Prejudice) (오만과 편견) – serie TV (2014)
- Rugal (루갈) – serie TV (2020)
- Jombi tamjeong (좀비탐정?) – serie TV (2020)
- Miss Night and Day (낮과 밤이 다른 그녀?, Natgwa bam-i dareun geunyeoLR) – serie TV (2024)

### Cinema
- Eumchi clinic (음치 클리닉), regia di Kim Jin-young (2012)
- Sin-ui han su (신의 한 수), regia di Jo Bum-gu (2014)
- Koisoru Vampire (恋する ヴァンパイア?), regia di Mai Suzuki (2015)

## Discografia
- 2011 – "Enough to Die" (Gwaenchanh-a, appa ttal OST)
- 2012 – "Inverted Love" (Panda-yang-gwa goseumdochi OST)
- 2013 – "Best Wishes to You" (Guga-ui seo OST)
- 2013 – "Don't Look Back" (Sangsokjadeul OST)
- 2014 – "Scent of a Flower" (Eunggeumnamnyeo OST)

## Riconoscimenti
| Anno | Premio                     | Categoria                                          | Opera nominata       | Risultato       |
| ---- | -------------------------- | -------------------------------------------------- | -------------------- | --------------- |
| 2006 | KBS Survival Star Audition | Grand Prize (Daesang)                              |                      | Vincitore/trice |
| 2013 | Style Icon Awards          | Best K-Style Award                                 |                      | Vincitore/trice |
| 2013 | APAN Star Awards           | Best New Actor                                     | Guga-ui seo          | Vincitore/trice |
| 2013 | MBC Drama Awards           | Best New Actor                                     | Guga-ui seo          | Candidato/a     |
| 2013 | SBS Drama Awards           | New Star Award                                     | Sangsokjadeul        | Vincitore/trice |
| 2014 | Baeksang Arts Awards       | Best New Actor (TV)                                | Guga-ui seo          | Candidato/a     |
| 2014 | Asia Rainbow TV Awards     | Outstanding Supporting Actor                       | Guga-ui seo          | Vincitore/trice |
| 2014 | Korea Drama Awards         | Excellence Award, Actor                            | Sangsokjadeul        | Candidato/a     |
| 2014 | Style Icon Awards          | Top 10 Style Icons                                 |                      | Candidato/a     |
| 2014 | Grand Bell Awards          | Best New Actor                                     | Sin-ui han su        | Candidato/a     |
| 2014 | Blue Dragon Film Awards    | Best New Actor                                     | Sin-ui han su        | Candidato/a     |
| 2014 | MBC Drama Awards           | Excellence Award, Actor in a Special Project Drama | Oman-gwa pyeon-gyeon | Vincitore/trice |